# Leuculodes
Leuculodes là một chi bướm đêm thuộc họ Doidae.

## Các loài
- Leuculodes dianaria Dyar, 1914
- Leuculodes lacteolaria Hulst, 1896
- Leuculodes lephassa Druce, 1897